# 高松琴平電気鉄道860形電車
高松琴平電気鉄道860形電車（たかまつことひらでんきてつどう860がたでんしゃ）、および890形電車は高松琴平電気鉄道に在籍していた通勤型電車である。いずれも制御客車で、1983年に制御電動客車から改造された。もともとは西武鉄道の車両で、山形交通を経て、高松琴平電気鉄道（琴電）に入線している。

## 860形

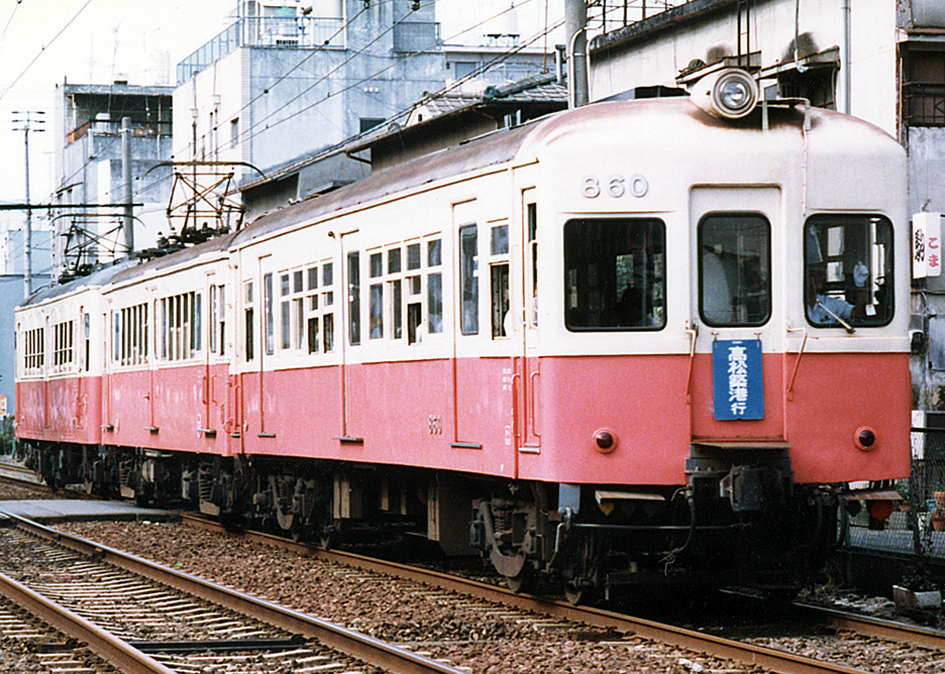
高松琴平電気鉄道 860形860

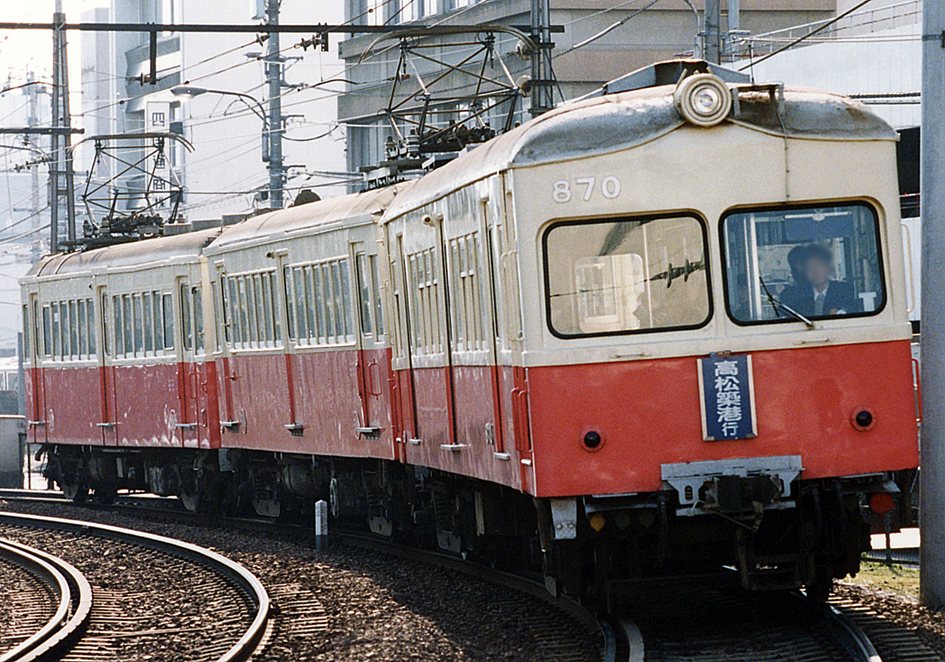
高松琴平電気鉄道 860形870

もと780形で、1941年梅鉢鉄工所製。車体は17m級の半鋼製で、窓配置は「関東形」とも呼ばれるC3/C2-d1D4D4D1dである。窓は2段式でウィンドヘッダーがない。
もともとは、西武鉄道(初代)の両運転台制御電動車モハ200形205・204である。西武農業鉄道（→西武鉄道）発足後、1948年の一斉改番でモハ251形255・254、更に1954年にモハ221形225・224となった。なお、1952年に片運転台化されている。224は1958年に電装解除され、クハ1221形1224になっている。また、側面窓は一段上昇式であったが、後に二段上昇式に改造されている。
1959年に225が山形交通に譲渡され、モハ111となって三山線に投入された。譲渡に際し、西武所沢車両工場で両運転台化と車体更新が実施された。前面は丸妻のまま3枚窓から2枚窓になった。ガラスが上側が奥まって取りつけているのが特徴である。前照灯は埋め込み式になった。また、側面の客用ドアにはステップが取りつけられた。
続いて1960年、1224が再電装化と上記の225に施された改造を受け山形交通に譲渡されモハ112となり、同じく三山線に投入された。111とは前面雨樋の形状が若干異なる。
111・112とも三山線で最大の長さであることから主力として使われたが、1974年11月の同線廃線に伴い、翌1975年に琴電に譲渡された。
琴電では、台車の改軌、架線電圧の対応（600V→1500V）、客用ドアのステップ廃止、111の琴平寄り、112の高松寄りに貫通路の取付等の改造を実施の上、翌1976年に780形780・790として琴平線に投入した。780+790の編成で使用されることが多かった。なお、後に780の琴平寄りも貫通化された。
1983年、1013形導入に伴い志度線・長尾線に転属した。この時、軸重の関係で電装解除が実施されて制御車に改造、860形860・870となる。
両運転台のままであったが主に高松築港・志度側に連結されたため、後に長尾側の運転台は運転機器を撤去されている。1994年6月の志度線分断以降は長尾線所属となり、750形と760+860、750+870の編成を組み使用された。
1998年の600形導入に伴い、2両とも廃車された。

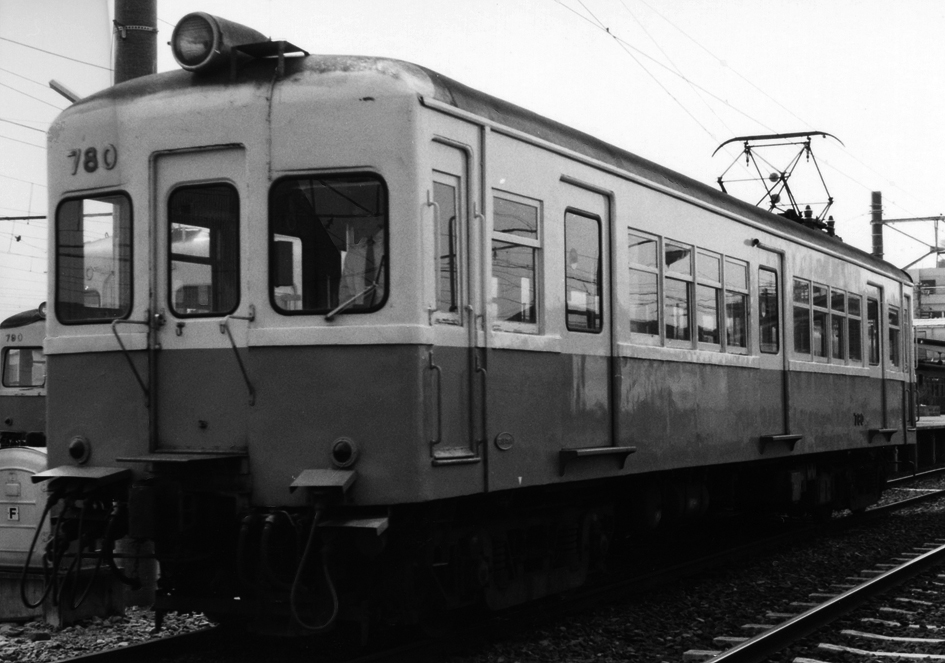
高松琴平電気鉄道 780形780
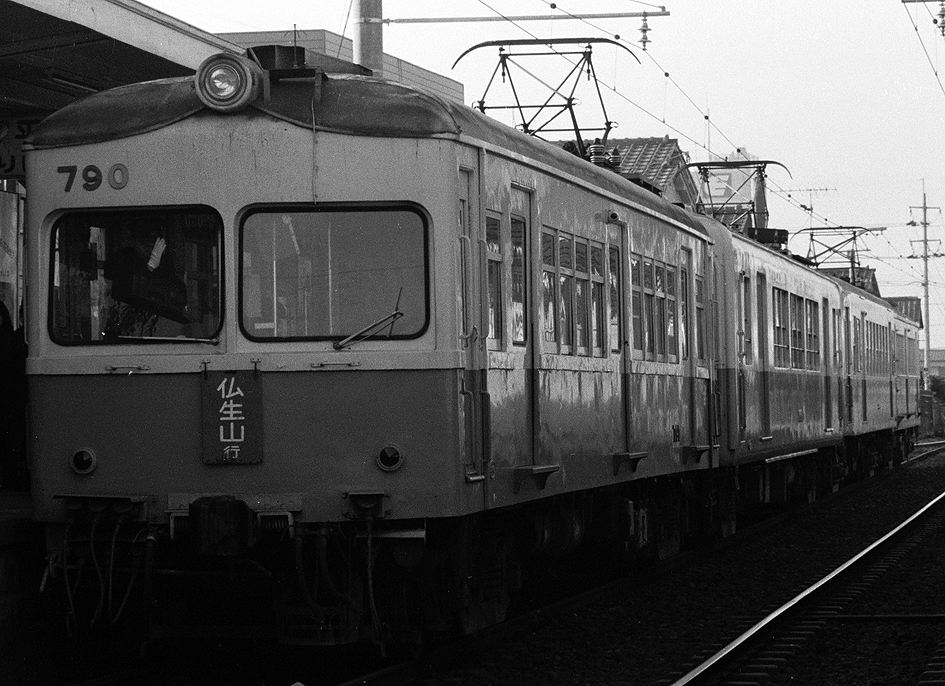
高松琴平電気鉄道 780形790 非貫通側
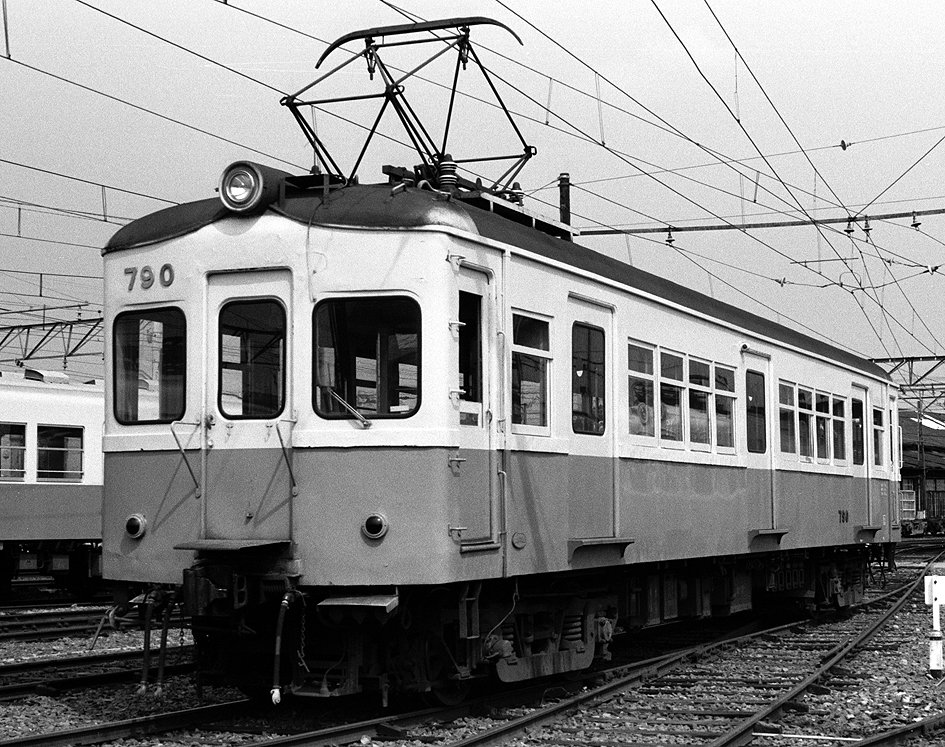
高松琴平電気鉄道 780形790 貫通側

## 890形

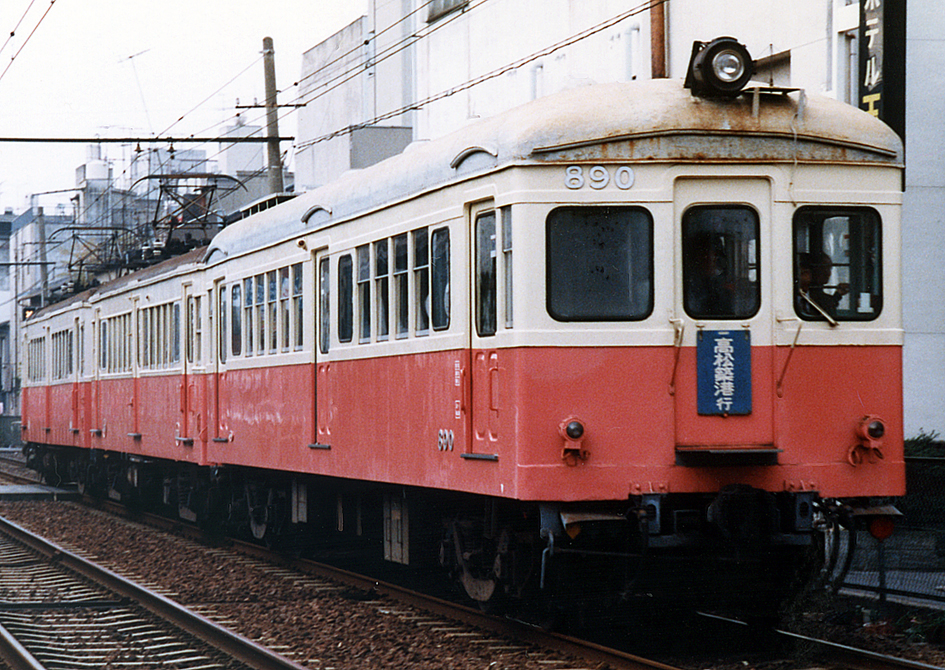
高松琴平電気鉄道 890形890

もと740形で、1928年川崎造船所製。車体は17m級の全鋼製で、いわゆる「川造タイプ」と呼ばれる、深い屋根が特徴である。窓配置はC3'-1D6D6D1で、2段上昇式である。
もともとは、西武鉄道 (初代)の17m級両運転台制御電動車モハ550形555である。西武農業鉄道発足後の改番でモハ101形106、更にモハ151形156となり、一時期電装解除でクハ1151形1156になっているが、再び電装されクモハ151形156となる。
1966年に山形交通に譲渡されモハ4となり、高畠線に投入された。譲渡に際して、車体更新を受け、前面窓・戸袋窓のHゴム支持化、窓サッシのアルミサッシ化などが実施されている。同線では、1974年11月の廃線まで使用され、780形同様、1975年に高松琴平電気鉄道に譲渡された。
琴電では、両妻面に貫通扉を設置するなどの改造を行い、740形740として琴平線に投入した。琴平線では増結用、あるいは950形などと組成して使用された。
1983年の1013形導入時に志度線・長尾線に転属し、780形と同様の理由により電装解除され、890形890となる。この後、再度の車体更新が実施され、長尾側の運転台助手側に設置されていた乗務員扉が廃止された。また長尾側の妻面の尾灯類と運転設備が撤去された。1994年6月の志度線分断以降は志度線所属となり、主に3000形335と編成を組んだ。
1998年の600形導入に伴い、廃車された。

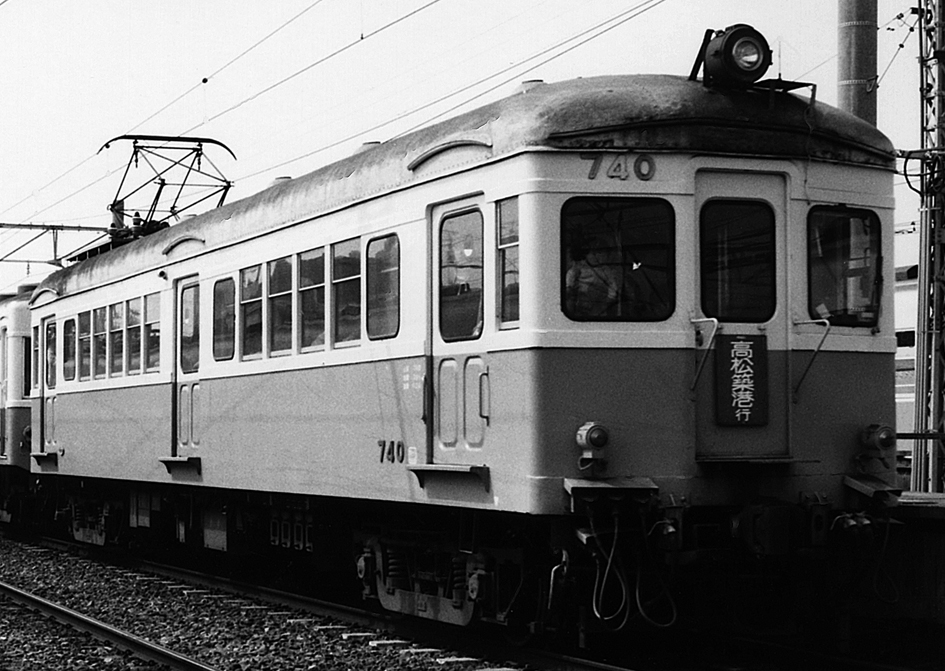
高松琴平電気鉄道 740形740

## 参考資料
- 三好充恭「REPORT 高松琴平電鉄・最近の話題」 、鉄道ファン172号、交友社、1975年8月
- 真鍋裕司「REPORT 琴電車両の話題」 、鉄道ファン178号、交友社、1976年2月
- 真鍋裕司「私鉄車輌めぐり[121] 高松琴平電鉄（下）」、鉄道ピクトリアル404号、電気車研究会、1982年6月
- 小笠原裕一「REPORT 琴電1013・1063デビュー」、鉄道ファン270号、交友社、1983年10月
- 畑下学「私鉄フォーラム第32回 高松琴平電気鉄道」、鉄道ダイヤ情報52号、弘済出版社、1988年8月
- 川波伊知郎「琴電の車両大全集」、JTBキャンブックス『琴電-古典電車の楽園』（後藤洋志、著）、JTB、2003年7月／ISBN 4533048579
- 鈴木洋、若林宣『RMライブラリー078 山形交通三山線』、ネコ・パブリッシング、2006年2月／ISBN 4777051412
- 鈴木洋、若林宣『RMライブラリー082 山形交通高畠線・尾花沢線』、ネコ・パブリッシング、2006年6月／ISBN 4777051692